# 罗杰·斯克鲁顿
罗杰·维农·斯克鲁顿爵士， FBA，FRSL（Sir Roger Vernon Scruton，1944年2月27日—2020年1月12日），是英国哲学家、美学和政治哲学作家，属新右派，主要倡导古典保守主义观点，批判新自由主义。同时斯克鲁顿还是记者、音乐家，曾在伦敦大学伯贝克学院担任教授。
他在2020年死於肺癌。他與第二任妻子育有2個子女。
他也有研究性哲學，著有Sexual Desire: A Philosophical Investigation（《性慾：哲學研究》）一書。在書中，他反對柏拉圖把性慾和愛情二分為動物和精神層面。他使用概念分析和現象學的方法，論證性慾是人類獨有現象，他的主張是人格主義(Personalism)。從此推論出性道德。